# Moesgaard
Moesgaard, tidligere Moesgaard Museum forkortet MOMU, er et specialmuseum for arkæologi og etnografi i Højbjerg, Aarhus. Museet samarbejder med Aarhus Universitet. Hovedparten af de arkæologiske samlinger er danske, men rummer også skiftende særudstillinger fra hele verden.
Museets udstillinger præsenterer en række enestående fund fra Danmarks oldtid, heriblandt Grauballemanden, som er verdens bedst bevarede moselig, og våbenofringerne fra Illerup Ådal, der vidner om jernalderens magtkampe og krigskunst. Samlingen tæller også syv lokale runesten. Museet præsenterer desuden udstillingen De dødes liv, der fortæller, hvordan forskellige kulturer behandler temaet døden.

## Historie
Grunden til det museum, som i dag hedder Moesgaard, blev lagt i 1861, hvor Historisk-antikvarisk Selskab blev stiftet i Aarhus. Samlingen havde først til huse i rådhuset (i dag KØN - Gender Museum Denmark og Besættelsesmuseet) ved siden af Aarhus Domkirke. I 1881 blev samlingerne overflyttet til en ny museumsbygning, der også rummede kunstmuseum og bibliotek. Bygningen kendes i dag som ”Huset” ved Mølleparken. Museet flyttede ind på den kommunalt ejede herregård Moesgård i 1970 og ledtes her af professor Ole Klindt-Jensen, indtil dennes død i 1980. I 1997 fik museet navnet Moesgård Museum, opkaldt efter herregården og godset. Efter flytningen til den nye hovedbygning i 2014, blev navnet ændret til Moesgaard Museum (MOMU) og ledes i dag af Mads Kähler Holst. Endnu et navneskifte skete dog i januar 2025 "for endnu bedre at favne Moesgaards mangfoldighed," der også omfatter forskningsinstitutionen og museets omgivende natur. Nu hedder museet således blot Moesgaard.

### Det nye museum
Det nye Moesgaard afholdte den officielle indvielse fredag d. 10. oktober 2014. Den nye bygning er på 16.000 m2 og er tegnet af Henning Larsen Architects, med landskabsdesign af Kristine Jensens Tegnestue. Museet er opført af MT Højgaard, der påbegyndte byggeriet i januar 2011. Bygningen er gravet ind i en sydvendt skråning, nord for herregården Moesgård. Bygningens tag er græsdækket med fri adgang til udsigten fra skråningen og forhallen i museet. Det skrånende græsdækkede tag giver mindelser om biblioteket ved det tekniske universitet i Delft designet af Mecanoo Architecten.

### Nye udstillinger
I oktober 2016 blev en ny permanent udstilling om stenalderen åbnet af museets protektor, dronning Margrethe.
Året efter, ligeledes i oktober, åbnede den sidste permanent udstilling, som omhandler middelalderen. Det var igen dronning Margrethe, der deltog ved åbningen. Århus Stiftstidende gav udstillingen fem ud af seks stjerner.

## Udstillinger
Moesgaard rummer en arkæologisk udstilling med fem basisudstillinger om oldtiden og middelalderen samt en etnografisk samling. Den samlede pris for disse er over 100 million kr., og de er blevet til med midler fra Aage og Johanne Louis-Hansens Fond og Nordea-fonden.
På museets centrale trappe, der forbinder de forskellige etager og udstillinger, er der opstillet syv figurer af tidligere mennesker fra 3,2 millioner år siden og fremefter. Disset tæller bl.a. rekonstruktion af Lucy og Koelbjergmanden. De er opstillet med de ældste nederst, og på den øvre del af trappen er tre figurer som skal illustrere, hvor menneskeheden er på vej hen. Den ene af disse er Stephen Hawking.

### Oldtid og middelalder
Oldtidssamlingen går fra stenalderen op igennem bronzealderen, jernalderen og vikingetiden.
Stenalder-udstillingen dækker perioden fra omkring 12.000-1800 f.v.t., og den indeholder stenværktøj som flintøkser, pilespidser, hjortetakker, ravsmykker, en stammebåd og skeletrester. Udstillingen blev indviet i oktober 2016.
Bronzealder-udstillingen har undertitlen Solens folk, og fokuserer særlig på folks tilbedelse af solen. blandt de udstillede genstande er begravelsen fra Borum Eshøj.
Jernalder-udstillingen omhandler perioden fra 500 f.v.t. til omkring år 800. Et stort rum er dedikeret til Illerup Ådal. Et af verdens bedst bevarede moselig, Grauballemanden, indgår også i udstillingen. Der er også en kopi af Gundestrupkarret.
Vikingeudstillingen udstiller genstande i relation til perioden 800 til 1066, med et særligt fokus på vikingebyen Árós.
Middelalder-udstillingen behandler perioden 1050 til 1536. Den rummer bl.a. et stort skibsfund gjort ved Fribrødre Å på Falster, en buste af Margrete 1., skjold der har været brugt til ridderturneringer, som er det eneste bevarede i Danmark, og som blev brugt da Niels Skave blev begravet. Udstillingen blev indviet i oktober 2017.

### Etnografi
Den etnografisk samling, kaldet De Dødes Liv omhandler døden i forskellige kulturer heriblandt Mexico, Australien og Danmark.

### Særudstillinger
Desuden har museet haft skiftende særudstillinger. Den første, Kinas første kejser, handlede om Kinas kejsere og museet havde lånt kopier af Terrakottahæren.
- Kinas første kejser - Kinas terrakottahær (2014-2015)
- Begravet med stil (2015-2016)
- Gladiator - Colosseums helte (2016-2017)
- Rejsen - filmisk udstilling om de menneskelige grundvilkår (2017-2018)[16]
- På Djengis Khans stepper – Mongoliets nomader (2018-2019)
- På vej mod katastrofen – Pompeji og Herkulanum (2019-2020)
- Neandertaler – I mammutjægernes land (2020-2021)
- RUS - Vikingerne i øst (2022)
- Ud af kaos - Mellem Roms ørne og Odins ravne (2022-2023)
- Egypten - Besat af livet (2023-2024)
- Moder Jord - Stenalderens guddommelige kræfter (2024-2025)

Sammen med Middelaldercentret ved Nykøbing Falster har museet fremstillet en kopi af verdens ældste kanon støbt i bronze efter originalen fra 1326, som findes på Historiska museet i Stockholm. Den er fundet i Loshult i Skåne, Sverige, og kaldes Loshultkanonen efter byen, hvor den blev fundet. Med kanonen er der blevet gennemført forsøg, der undersøgte effektiviteten af krudt fremstillet efter middelalderlige opskrifter. Forsøgene viste, at kanonen var ganske effektiv, hvilket var mod forventningen om, at våbnet var meget upræcist og ineffektivt. Kanonen står i dag på Middelaldercentret og er bl.a. blevet benyttet i dokumentarserien Kåres Danmarkshistorie med Kåre Johannessen, der gennemgår 13.000 års Danmarkshistorie og blev sendt på Tv2 øst i foråret 2013. Den blev affyret og demonstreret i afsnittet "Genrejsning, Massedød og Reformation", der handler om perioden 1340 til 1536.

## Omgivelser
Til Moesgaard hører omkring 100 hektar park, skov, åben mark og strand. Området strækker sig fra museet og ned til Moesgård Strand i øst. Gennem dette område går den ca fire kilometer lange Oldtidsstien, hvor der er opført flere rekonstruktioner, som afspejler forskellige tidsperioder fra Danmarks historie, lige fra stenalderen til den sene middelalder. Ruten er markeret med en hvid sten med en rød plet. På grund af sin enestående beliggenhed i et rigt kulturlandskab er Moesgaard og det omkringliggende område et yndet udflugtsmål for både lokale og turister udefra.
Umiddelbart syd for museet lå tidligere vikingehusene, men de blev fjernet i forbindelse med opførelsen af den nye bygning. Det omfattede Hedebyhuset, baseret på et arkæologisk fund af et byhus fra Hedeby nær Slesvig by og dateret til omkring år 870, samt et grubehus konstrueret på baggrund af et fund fra vikingetidens Aarhus, dateret til omkring år 900. En rekonstruktion af stavkirken fra Hørning med en tilhørende klokkestabel har overlevet opførelsen af det nye museum. Udgangspunktet for opførelsen af kirken er spor af vægstolper og gulvlag fra en den oprindelige trækirke. Fra denne kirke stammer også den berømte "Hørningplanke", der er dekoreret med "ormeslyng" på ydersiden. På grundlag af årringene i træet kan den dateres til omkring 1060, dvs. overgangen mellem vikingetid og middelalder. Klokkestablen ved siden af stavkirken blev opført i vinteren 2003-2004. Klokken i klokkestablen er støbt efter den metode, som er beskrevet af middelaldermunken Theophilus i 1100-tallet.
Syd for stavkirken ligger herregården Moesgård, bygget i 1780'erne i den danske senmiddelalder. Til herregården hører en større park. Thaihuset i parken blev doneret til museet som en gave fra den thailandske stat i 1975. Bygningen er ca. 100 år gammel og stod oprindeligt i Siams gamle hovedstad Ayutthaya ca. 200 km nord for Bangkok. Her indgik huset i et større bygningskompleks.
Nogle minutters gang mod øst fra parken ligger et jernalderhus. Huset er en rekonstruktion, baseret på fund fra jernalderbopladsen, Tofting. Det 16 meter lange hus viser hvordan mennesker og dyr levede under samme tag. Bakkerne som huset ligger i græsses af heste, får og geder og her er flere oldtidsmindesmærker såsom Kobberup kisten, og Stigsnæsdyssen, flyttet til Moesgård, fordi de ikke har kunnet bevares i deres oprindelige omgivelser. Fortsætter man ad stien ind i skoven, når man frem til Skovmøllen ved Giber Å. Der har været vandmølle her siden 1500-tallet i den danske middelalder.
Tæt ved Moesgård Strand, møder man Kulthuset, midt på en åben græsmark. Huset er konstrueret på baggrund af et stenalderfund fra Tustrup på Norddjursland, dateret til ca. 2500 f.v.t. Sådanne huse blev antagelig anvendt til religiøse ceremonier i forbindelse med afdøde. Kulthuset blev fundet tæt på to jættestuer og en stendysse.

### Moesgård Vikingetræf
Museet arrangerer årligt Moesgård Vikingetræf i juli måned, som er et reenactmentevent, der er et vikingemarked med boder, opvisninger og lignende. Det er verdens største vikingetræf målt på antallet af aktører.

## Galleri
- Hovedtrappen på det nye museum.
- Plænen og udsigtsplatform på taget.
- Billede fra særudstilling om gladiatorer.
- udstilling om jernalderen.
- Udstilling.
- Udstilling.
- Udstilling.
- Udstilling.
- Hus fra Ayutthaya i Thailand.